# Gallo-Romeinse villa van Smeermaas
De Gallo-Romeinse villa van Smeermaas is een terrein met de archeologische resten van een Gallo-Romeinse villa in Smeermaas in de Belgische gemeente Lanaken ten noordwesten van de stad Maastricht. De villa was waarschijnlijk van het type villa rustica en behoort tot de tientallen Gallo-Romeinse villacomplexen met een agrarische bestemming, die in de Haspengouw (deels) zijn opgegraven.

## Ligging
De resten van de Gallo-Romeinse villa van Smeermaas bevinden zich in een licht hellend terrein nabij de Ducatonweg in Smeermaas dat lokaal bekendstaat als het 'Kerkveld'. Smeermaas ligt in een overgangszone tussen Droog-Haspengouw, het Kempisch Plateau en de Maasvallei. Het opgravingsterrein ligt op een hoogte van 60 tot 62 m TAW en helt af van het noordwesten naar het zuidoosten. Vanuit de villa keek men dus uit over het Maasdal.
Vlak bij het villaterrein liep de Romeinse weg van Tongeren (Atuatuca Tungrorum) via Maastricht (Mosa Trajectum) naar Nijmegen (Ulpia Noviomagus Batavorum). Deze weg is nog deels in gebruik en heet in Smeermaas 'Oude Heirbaan'. Ten zuiden van de villa, op enkele kilometers afstand, liep de Via Belgica, de belangrijke heirweg van Tongeren via Maastricht naar Keulen (Colonia Claudia Ara Agrippinensium). Via de Romeinse brug van Maastricht kon men de andere Maasoever bereiken.
In het Maasdal bij Maastricht zijn relatief weinig sporen van Romeinse villa's aangetroffen. Blijkbaar waren de vestigingsvoorwaarden voor een agrarisch bedrijf hier minder gunstig dan op de hoger gelegen lössgronden van Belgisch en Nederlands Zuid-Limburg. Enkele kilometers ten noorden van Smeermaas zijn de restanten opgegraven van de Romeinse villa  Neerharen-Rekem. Aan de oostzijde van de Maasvallei lag, ter hoogte van de villa van Smeermaas, de Romeinse villa Borgharen-Pasestraat. Iets verder naar het zuidoosten lag het grote villacomplex Backerbosch in Cadier en Keer en naar het zuidwesten de villa Rosmeer-Diepestraat.

## Geschiedenis
In 1949 stuitte men bij werkzaamheden in Smeermaas op oude muurresten, waarin een nis was te onderscheiden. Een jaar later voerden leden van een lokale heemkundige kring een eerste onderzoek uit. Zij schreven de resten toe aan een oostwaarts georiënteerde Gallo-Romeinse villa. Aangezien er een aslaag werd vastgesteld, ging men ervan uit dat de villa door brand was verwoest. In 1964 werd, opnieuw in Smeermaas, een ondergrondse kelder gevonden, waarvan vermoed werd dat deze Romeins was. In 1965 werd de vondst van een Romeins graf uit omstreeks 200 na Chr. op de hoek van de Brugstraat en de Oude Heirbaan gemeld.
In 1955 werd in het nabije Neerharen een Romeinse pottenbakkersoven opgegraven, dicht bij de plaats waar in 1832, bij het graven van de Zuid-Willemsvaart, een kostbare zilveren vaas uit de 1e eeuw was gevonden.
In 1991 werd de archeologische site bedreigd door de aanleg van een industrieterrein. Tussen 16 augustus en 15 november 1993 vond een archeologische opgraving plaats door medewerkers van het Instituut voor het Archeologisch Patrimonium (nu Onroerend Erfgoed) onder leiding van Guido Creemers en Luc Van Impe, met medewerking van de gemeente Lanaken. De opgravingssite besloeg 2300 m² en bestond uit drie proefsleuven. Op het terrein konden vier huisplattegronden, drie graanschuren en een vijftal geïsoleerde rijen paalkuilen worden gereconstrueerd, alle toebehorend aan gebouwen van hout of vakwerk. De in 1949 ontdekte kelder en een hypocaustum bleken de enige overblijfselen van steen. Verder werden restanten van greppels ontdekt en diverse kuilen, waarvan er ten minste twee gebruikt waren om kalk in te bereiden. In een andere kuil werden aardewerkscherven van terra sigillata uit de eerste helft van de 3e eeuw gevonden.

## Beschrijving villaterrein
De vier huizen op het erf, die niet alle vier tegelijkertijd bestaan hebben, waren van het zogenaamde Alphen-Ekeren type en dateren waarschijnlijk uit de vroeg-Romeinse periode. Van de graanschuren waren er twee gefundeerd op 4 palen en een op 9 palen. Alleen van de laatste staat vast dat deze Romeins is. Al deze bouwwerken waren van hout en leem. De geïsoleerde rijen paalkuilen behoorden ofwel bij gebouwen ofwel bij erfafscheidingen.
Bij de rechthoekige kelder van steen konden zeven bouwfasen worden onderscheiden, vanaf het einde van de 1e eeuw na Chr. tot de 3e of 4e eeuw. Van het hypocaustgebouw waren in 1991 alleen nog twee baksteenlagen van de muren, en de deels betegelde, deels lemen vloer over. Op de lemen vloer waren de afdrukken van de pilae (pijlertjes van de verhoogde vloer) nog te onderscheiden. Het gebouw kon niet exact gedateerd worden, maar het lijkt aannemelijk dat het gelijktijdig met de kelder in gebruik was.
Mogelijk was het erf van de villa groter en bevinden de resten van het hoofdgebouw zich buiten de opgravingssite; mogelijk betreft de site een zogenaamde proto-villa, een houten voorganger van een Romeins villacomplex, zoals die wel meer zijn aangetroffen in de noordelijke regio's van het Romeinse Rijk. Het hypocaustum en de stenen kelder markeren in dat geval de overgang naar de Romeinse bouwwijze.